# Pedro Alcócer Gil
Pedro Alcocer Gil  (Alhabia, 1906 - Francia, 1992) fue un anarquista de la localidad de Tarrasa. Fue un militante destacado de la CNT y la FAI, participó del pistolerismo y fue especialmente célebre durante los primeros meses de la Guerra Civil en Tarrasa, donde dirigía el grupo de acción conocido como Los chiquillos de Pedro, quienes llevaron a cabo varios asesinatos.

## Biografía

### Primeros años
Nació en Alhabia, en la provincia de Almería, el año 1906. Quedó huérfano siendo niño y se mudó a Barcelona siendo un adolescente, en plena época del pistolerismo. Fue entonces cuando entró en contacto con el anarcosindicalismo de la CNT. En 1922 se muda a Tarrasa, en concreto al barrio de Ca n’Aurell, con su mujer. Pedro empieza a trabajar en Can Niquet de la SAPHIL, mientras que su esposa abre un pequeño negocio.

### Segunda República
Tras la proclamación de la Segunda República Española se afilia a la FAI y funda en Tarrasa un grupo de acción conocido como Los chiquillos de Pedro o Pedro y sus chiquillos. En 1932, los días 14 y 15 de febrero asaltaron y ocuparon el ayuntamiento de Tarrasa, donde ondearon la bandera anarquista. Este hecho terminó en un tiroteo entre los pistoleros de la FAI y la Guardia Civil que duró unas tres horas. El 6 de octubre de 1934 participaron en el asalto a la prisión de Tarrasa. [cita requerida]
Pasó una temporada preso, y durante su estancia en la cárcel conoció a importantes militantes de la CNT y de la FAI que como él cumplían condena. Se dice que Pedro Alcocer era un experto elaborando explosivos caseros.

### Guerra Civil
Con el estallido de la Guerra Civil Española Pedro Alcócer pasa a ser representante de la CNT y la FAI en el comité de Salud Pública, y 'sus Chiquillos' se convierten en las primeras Patrullas de Control de la ciudad.[cita requerida]
Es entonces cuando Los chiquillos de Pedro llevan a cabo una oleada de asesinatos. El caso más conocido fue el del crimen de Can Prat, ocurrido el 24 de julio de 1936, cuando mataron a varias personas, siete importantes industriales y una persona más por sus creencias católicas, en la cercana población de Mura, donde se encontraron los cadáveres.
Pasados unos meses Pedro Alcocer disolvió sus patrullas de control y marchó al frente de Valencia y posteriormente al frente de Aragón, donde parece ser que tuvo desencuentros con Josep Tarradellas.

### Exilio
Una vez terminada la guerra, en 1939 se exilió en Francia, desde donde emigró a Venezuela. En sus últimos años de vida regresó a Francia, donde murió en 1992.